# Collado Mediano
Collado Mediano är en kommun i Spanien. Den ligger i den autonoma regionen Madrid, i den centrala delen av landet, 40 km nordväst om huvudstaden Madrid. Antalet invånare är 7 547 (2024).